# زین‌العابدین محلاتی

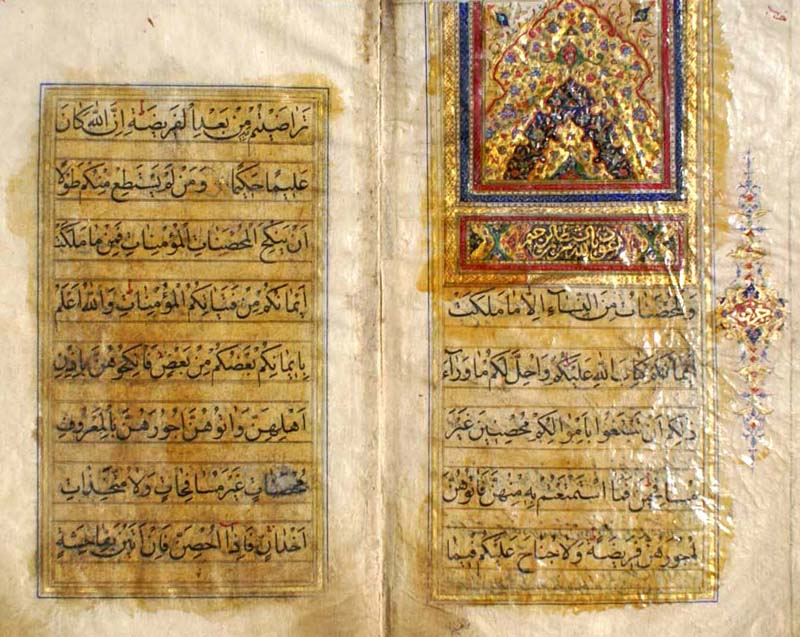

آقا زین‌العابدین محلاتی از خوشنویسان نام‌آور خط نسخ و رقاع در اواخر سده سیزدهم و اوایل سده چهاردهم هجری است که در محلات و تهران آثار ارزنده‌ای از خود به‌جای گذاشته است.
او فرزند محمد علی یا «محمد بن علی» و شاگرد زین‌العابدین اصفهانی ملقب به اشرف‌الکتاب و معروف به سلطانی  بود. سال‌های فعالیت زین‌العابدین محلاتی را بین ۱۲۷۰ تا ۱۳۲۷ ه‍. ق و درگذشت او را پس از ۱۳۲۷ ه‍. ق دانسته‌اند.

## آثار
قرآن‌ها و ادعیه و تفاسیر متعدد تذهیب‌شده و نفیسی به خط او موجود است. از آثار وی می‌توان به موارد زیر اشاره کرد:
- «زادالمعاد» جانمازی جلد روغنی و سرلوح مرصع، به خط نسخ کتابت خفی خوش، با رقم: «کتبه... زین‌العابدین محلاتی... سنهٔ ۱۲۷۰»
- کتیبهٔ «زیارت‌نامهٔ» امام‌زاده یحیی در تهران، روی سنگ مرمر برجسته به خط نسخ و رقاع عالی و کتیبهٔ خفی، با رقم: «کتبه‌المسکین زین‌العابدین المحلاتی... شعبان ۱۳۲۳»
- ادعیهٔ بغلی با جلد تیماج، به خط نسخ و رقاع کتابت خفی خوش، با رقم: «کتبه‌العبد زین‌العابدین المحلاتی جهت بقاء عمر... سمت اتمام پذیرفت سنهٔ ۱۳۲۰»
- «دوازده امام» خواجه نصیر، جانمازی جلد روغنی و سرلوح مرصع، به خط نسخ کتابت خفی خوش، بار قم: «بهجت... مظفرالدین شاه قاجار... زین‌العابدین‌المحلاتی...۱۳۱۷»
- و بسیاری آثار دیگر.
- یادداشتی از وی به تاریخ ۱۲۹۹ در ابتدای نسخهٔ «زاد المعاد» (موزه هنر هاروارد، مجموعه سودآور، شماره ۲۰۱۴.۳۹۵) دیده می شود.